# Фёдоров, Владимир Анатольевич (фигурист)
Владимир Анатольевич Фёдоров (род. 22 апреля 1971 года в Москве) — советский и российский фигурист, выступавший в танцах на льду. Серебряный призёр чемпионата СССР 1992 года, чемпион России 1994 года и бронзовый призёр чемпионата мира 1993 года в паре с Анжеликой Крыловой). Бронзовый призёр чемпионата России 1998 года и двукратный победитель турнира Finlandia Trophy в паре с Анной Семенович. Серебряный призёр чемпионата мира среди юниоров 1989 года в паре с Людмилой Берёзовой. Мастер спорта СССР международного класса. В настоящее время — тренер по фигурному катанию в США.

## Карьера
Фёдоров первоначально выступал за Советский Союз с Людмилой Берёзовой. Они завоевали серебряную медаль на чемпионате мира среди юниоров в 1989 году.
Когда эта пара распалась, он начал выступать с Анжеликой Крыловой. Они завоевали бронзу на чемпионате мира 1993 года, выиграли чемпионат России 1994 года и приняли участие в Олимпийских играх 1994 года (заняли там 6-е место). После сезона 1993—1994 их пара распалась.
В 1995 году Фёдоров составил пару с Анной Семенович. Они дважды выигрывали турнир Finlandia Trophy и участвовали в серии Гран-при. На национальном чемпионате 1998 года они стали третьими и получили возможность выступить на чемпионате мира, где заняли 15-е место.
После этого Фёдоров покинул любительский спорт. Некоторое время работал в различных шоу в Великобритании и США, а затем начал работать в качестве тренера. Среди его нынешних и бывших учеников такие фигуристы, как, например, Мелинда Ван, представляющая на международной арене Тайвань.

## Спортивные достижения
(с А.Семенович)
| Соревнования               | 1995—1996 | 1996—1997 | 1997—1998 | 1998—1999 |
| -------------------------- | --------- | --------- | --------- | --------- |
| Чемпионаты мира            |           |           | 15        |           |
| Чемпионаты России          |           |           | 3         | 4         |
| Skate America              |           |           | 3         | 4         |
| Skate Canada International |           | 6         |           |           |
| Trophée Lalique            |           |           |           | 4         |
| Cup of Russia              |           |           | 4         |           |
| NHK Trophy                 | 3         | 7         |           |           |
| Finlandia Trophy           |           | 1         | 1         |           |

(с А.Крыловой)
| Event                   | 1990—1991 | 1991—1992 | 1992—1993 | 1993—1994 |
| ----------------------- | --------- | --------- | --------- | --------- |
| Зимние Олимпийские игры |           |           |           | 6         |
| Чемпионаты мира         |           |           | 3         | WD        |
| Чемпионаты Европы       |           |           | 4         | 6         |
| Чемпионаты России       |           |           | 1         | 1         |
| Чемпионаты СССР         |           | 2         |           |           |
| Trophée de France       | 3         |           |           |           |
| NHK Trophy              |           |           | 2         |           |
| Nations Cup             |           |           | 1         |           |